# Núi Utsugi
Núi Utsugi (空木岳 Utsugi-dake) là một ngọn núi tọa lạc tại ranh giới Okuwa, Iijima và Miyada, Nagano, tại vùng Chūbu ở Nhật Bản. Núi cao 2.864 m (9.396 ft) và là một phần của dãy núi Kiso. Đây là một trong "100 núi nổi tiếng Nhật Bản."

## Hình ảnh

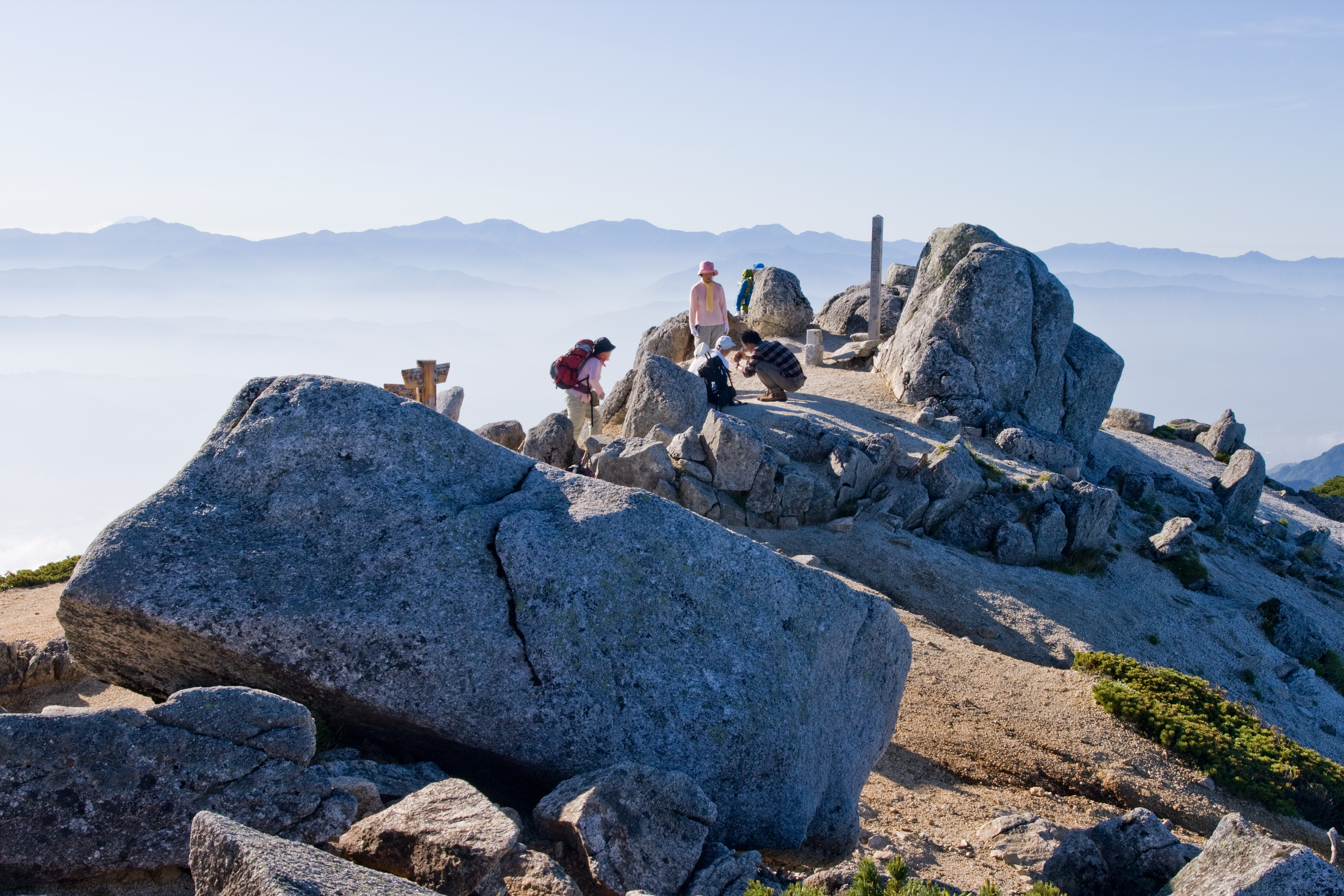
Các đỉnh núi Utsugi.
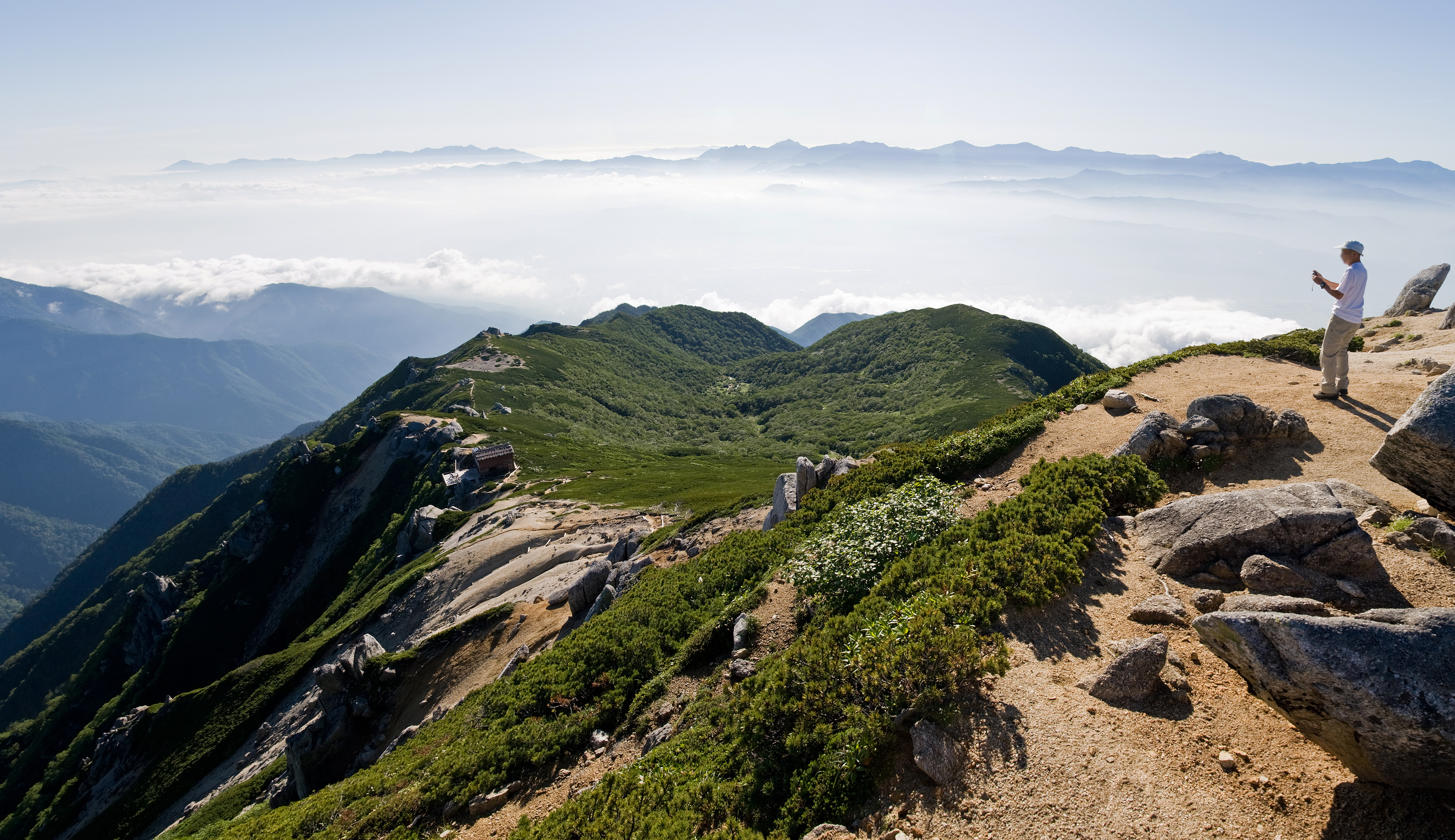
Quan cảnh từ đỉnh núi nhìn xuống.